# PZL-126 Mrówka
PZL-126 Mrówka – polski samolot rolniczy wybudowany w liczbie dwóch prototypowych egzemplarzy w wytwórni WSK-Okęcie. Konstrukcja nie była dalej rozwijana.

## Historia
Prace nad samolotem rozpoczęto na początku lat 80. XX w. w PZL Warszawa Okęcie z inicjatywy inżyniera Andrzeja Słocińskiego. Projekt był konsultowany z naukowcami ze Szkoły Głównej Gospodarstwa Wiejskiego w Warszawie oraz Akademii Rolniczo-Technicznej w Olsztynie. W 1983 roku ukończono wstępny projekt nowego samolotu, którego drewniana makieta naturalnej wielkości została ukończona w 1985 roku. Budowa finansowana była z budżetu Ministerstwa Przemysłu Maszynowego, WSK-Okęcie udostępniało jedynie swój potencjał produkcyjny bez angażowania własnych środków finansowych. W 1985 roku makieta zaprezentowana została na V Naukowo Praktycznej Konferencji Lotnictwa Gospodarczego krajów Rady Wzajemnej Pomocy Gospodarczej w Olsztynie. Zainteresowanie, jakie wzbudził samolot przyczyniło się do większego dopływu środków finansowych, który pozwolił na przyspieszenie prac.
W 1988 roku rozpoczęto budowę pierwszego prototypu oznaczonego znakami rejestracyjnymi SP-MKA, zmienionymi później na SP-PMA. Próby na ziemi rozpoczęto w lutym 1990 roku, a do pierwszego lotu samolot wzbił się 20 kwietnia 1990 roku. Za sterami maszyny siedział pilot doświadczalny I klasy mgr inż. Maciej Aksler, który wykonał 7-minutowy oblot w rejonie lotniska na wysokości około 100 m. Był to również jeden z nielicznych przypadków, kiedy pierwszy lot prototypowej maszyny odbył się na oczach zgromadzonej publiczności. Podczas prób kołowania na ziemi doszło do zderzenia dwóch prototypów, Mrówka wjechała w zastrzał prawego skrzydła samolotu PZL-105 Flaming stojącego przed hangarem. Flaming wyszedł z kolizji bez szwanku, Mrówka miała uszkodzone śmigło i zbiornik paliwa ze skrzydła. Przez rok do 4 kwietnia 1991 roku maszyna wykonała 16 lotów, zastosowany silnik o zbyt małej mocy był przyczyną słabych osiągów Mrówki.
W tym samym roku przystąpiono do budowy drugiego prototypu oznaczonego jako PZL-126P Mrówka 2001 (P jak "poprawiony"), w którym zastosowano mocniejszy silnik Continental O-200A. Początek lat 90. w Polsce był czasem kryzysu gospodarczego, który odbił się również na postępie prac związanych z budową drugiego prototypu. W celu zdobycia środków finansowych, dzięki którym można by dalej finansować pracę powołano Fundację Agrolot. Drugi prototyp, oznaczony znakami SP-PMB, wzbił się po raz pierwszy w powietrze 20 października 2000 roku. Za sterami siedział podobnie jak wcześniej Maciej Aksler. Wstępne zainteresowanie samolotem wyraził klient z Tajlandii. Konstrukcja nie była dalej rozwijana.

## Konstrukcja
Mrówka jest jednomiejscowym, wolnonośnym dolnopłatem o konstrukcji metalowej z elementami z laminatu szklano-epoksydowego. Jednodźwigarowe skrzydło o obrysie prostokątnym i niewielkim wzniosie dodatnim wynoszącym 3°. W skrzydle zamontowano cztery integralne zbiorniki paliwa o pojemności 180 litrów razem. Płaty wyposażone są w hamulce aerodynamiczne, na krawędzi spływu zamontowano klapy szczelinowe i jedną szczelinową klapolotkę. Kadłub o konstrukcji półskorupowej zbudowany z dwóch, szybko demontowanych części. Usterzenie klasyczne, wolnonośne o prostokątnym obrysie, usterzenie pionowe o ujemnym skosie. Podwozie stałe, trójkołowe z przednim podparciem, golenie jednokołowe. W pierwszym prototypie zastosowano silnik PZL Franklin 2A-120-C1 napędzający stałe, dwułopatowe, drewniane śmigło. W drugim prototypie zastosowano mocniejszy silnik Continental O-200A napędzający metalowe śmigło McCauley 1A100MCA6950 o zmiennym skoku.
Samolot jest łatwy w demontażu i mógł być transportowany na pokładzie An-2. W celu ograniczenia kosztów produkcji w budowie Mrówki zastosowano wiele dostępnych i gotowych części z innych konstrukcji, między innymi z szybowca Junior. Pozycja, jaką zajmuje pilot w kabinie Mrówki, też jest pozycją pilota szybowcowego.
Mrówka przeznaczona była do rozpryskiwania chemikaliów w bardzo małych dawkach powierzchniowych oraz rozsiewania jaj kruszynka, wykorzystywanego do biologicznej kontroli populacji wielu szkodników upraw. W tym celu na końcach skrzydeł montuje się lotnicze zespoły opryskujące, specjalne zbiorniki o pojemności 25 dm³. W tyle kadłuba montowany był rozrzutnik służący rozsiewaniu jaj szkodników zarażonych kruszynkiem.